# Lezáun
Lezáun là một đô thị trong tỉnh và cộng đồng tự trị Navarre, Tây Ban Nha. Đô thị này có diện tích là 19,04 ki-lô-mét vuông, dân số năm 2009 là 266 người với mật độ 13,97 người/km². Cự ly so với tỉnh lỵ là 50 km.